# Liste von Persönlichkeiten der Stadt Kadaň
Die Liste der Persönlichkeiten der Stadt Kadaň in Tschechien enthält Personen, die in der Geschichte der Stadt Kadaň (deutsch Kaaden) eine bedeutende Rolle gespielt haben. Es handelt sich dabei um Persönlichkeiten, die hier geboren sind oder hier gewirkt haben.

## Söhne und Töchter der Stadt
Die folgenden Personen sind in Kadaň (Kaaden) geboren. Ob sie ihren späteren Wirkungskreis in Kadaň (Kaaden) hatten oder nicht, ist dabei unerheblich.

### Persönlichkeiten des Mittelalters und der Frühen Neuzeit

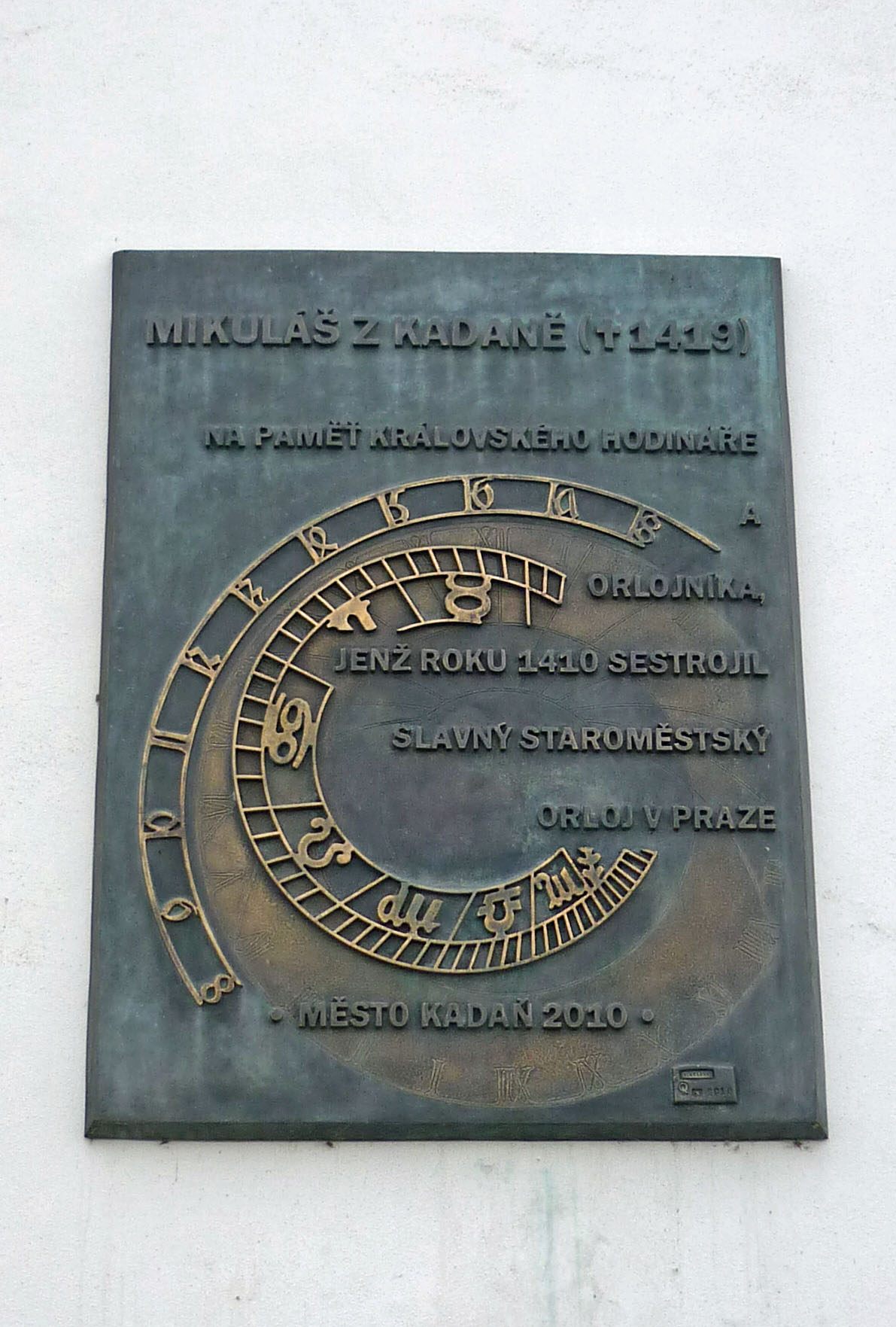
Gedenktafel für Nikolaus von Kaaden am Rathaus von Kadaň

- Nikolaus von Kaaden (1350–1420), Uhrmacher und Mechanikus
- Petrus Niger alias Peter Schwartz (1434–≈1481/84), Theologe, Hochschullehrer und Autor
- Wenzel Pantaleon Kirwitzer (1588–1626), Astronom und Jesuiten-Missionar in Goa und Macau
- Wilhelm Nigrinus, auch: Schwartze (1588–1638), Ethnologe
- František Wittig (1665/66–1762), Geistlicher und Organist
- Johann Karl Vetter (≈1680–1742), Bildhauer
- Christian Vetter (1688–1734), Bildhauer
- Johann Christoph Kosch (1698–1778), Baumeister und Architekt (geboren in Männelsdorf bei Kaaden)
- Johann Wenzel Kosch (1718–1798), Baumeister und Architekt (geboren in Männelsdorf bei Kaaden)

### Persönlichkeiten des 19. Jahrhunderts

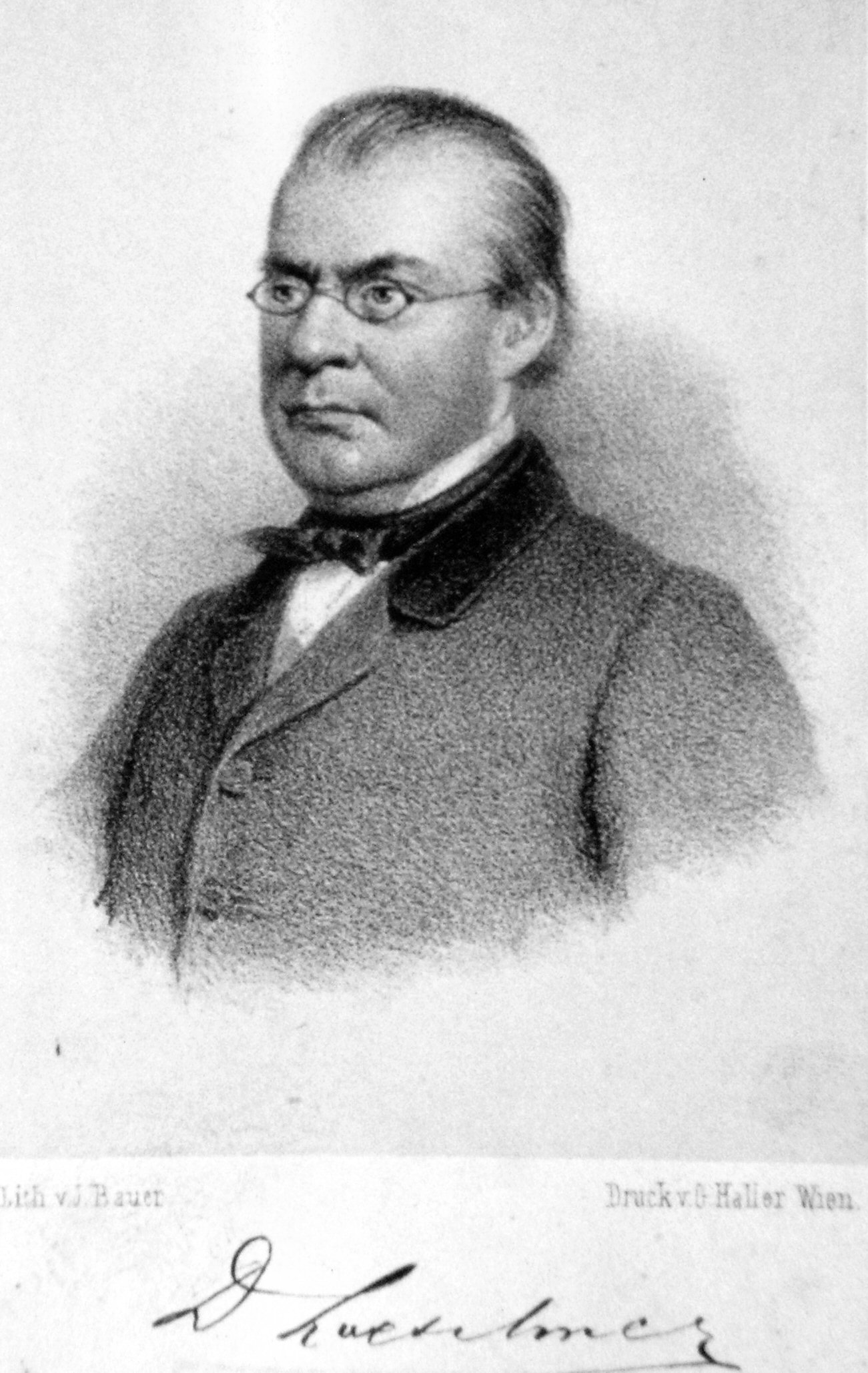
Mediziner Josef Freiherr von Löschner

- Franz Josef Tobisch (1788–1880), Landwirt und Vorkämpfer der Bauernbefreiung in Böhmen (geboren in Meseritz bei Kaaden)
- Franz Wenzel Tobisch (1788–1873), katholischer Geistlicher, Ehrendomherr und Ehrenbürger von Teplitz (geboren in Meseritz bei Kaaden)
- Johann Karl Tobisch (1793–1855), Gymnasialprofessor und Autor in Breslau (geboren in Meseritz bei Kaaden)
- Wenzel Seemann von Treuenwart (1794–1885), österreichischer Jurist und Generalauditor (geboren in Tuschmitz bei Kaaden)
- Vincenz Eugen Tobisch (1800–1852), Gymnasialoberlehrer in Breslau (geboren in Meseritz bei Kaaden)
- Josef Kullas (1808–1880), Theaterschauspieler, -regisseur und Unternehmer
- Joseph Hain (1809–1852), Statistiker, geboren im Ortsteil Brunnersdorf
- Josef Freiherr von Löschner (1809–1888), Professor an der medizinischen Fakultät der Karls-Universität Prag
- Anton Edler von Laun (1843–1911), k. k. Oberst, Vater des Juristen Rudolf Laun
- Marianne Eggersberg (1852–1938), geboren als Maria Anna Peinl, Dichterin, Autorin und Schriftstellerin in Wien
- Josef Maly (1857–1912), Politiker
- P. Virgil (Franz) Grimmich (1861–1903), Philosoph und Theologe, Rektor der deutschen Universität in Prag

### Persönlichkeiten des 20. Jahrhunderts
- Franz Xaver Tobisch (1865–1934), römisch-katholischer Geistlicher, Dechant, bischöflicher Notar und Schriftsteller (geboren in Redenitz bei Kaaden)
- Ernst Hirsch (1874–1925), sudetendeutscher Gewerkschafter und Politiker
- Franz Windirsch (1877–1969), Politiker und Pädagoge
- Edward Goll (1884–1949), Musiker
- Ludwig Müller (1890–1918), U-Boot-Kommandant
- Armin Schobel (1895–1978), Ingenieur und Hochschullehrer
- Hans Zeisel (1905–1992), Professor für Statistik, Recht und Wirtschaft
- Anton Stopfkuchen (1907–1983), Jurist, Landrat und Sachbearbeiter bei der Eingliederung der sudetendeutschen Heimatvertriebenen in der Bundesrepublik Deutschland (geboren in Dörfles bei Kaaden)
- Ernst Nittner (1915–1997), Historiker
- Walter Stranka (1920–1992), Schriftsteller
- Kurt Lenk (1929–2022), Politikwissenschaftler
- Erwin Stranka (1935–2014), Filmregisseur
- Miroslava Kopicová (* 1951), Politiker
- Václav Homolka (* 1955), Politiker
- Teodor Černý (* 1957), Radfahrer

### Persönlichkeiten des 21. Jahrhunderts
- Ondřej Šulc (* 1983), Handballspieler
- Marek Krátký (* 1993), Fußballspieler
- Jakub Matai (* 1993), Eishockeyspieler
- Ondřej Kaše (* 1995), Eishockeyspieler
- Jan Zabystřan (* 1998), Skirennläufer
- Amálie Švábíková (* 1999), Leichtathletin
- Petr Čajka (* 2000), Eishockeyspieler

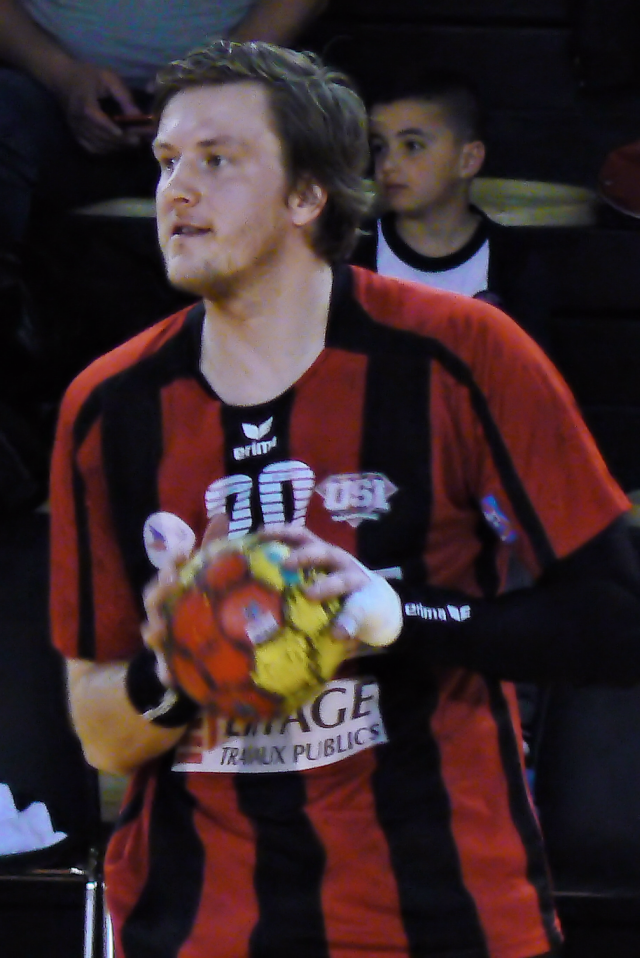
Handballspieler Ondřej Šulc (2014)

- Yannick Eduardo (* 2006), niederländisch-tschechischer Fußballspieler

## Personen, die mit der Stadt in Verbindung stehen

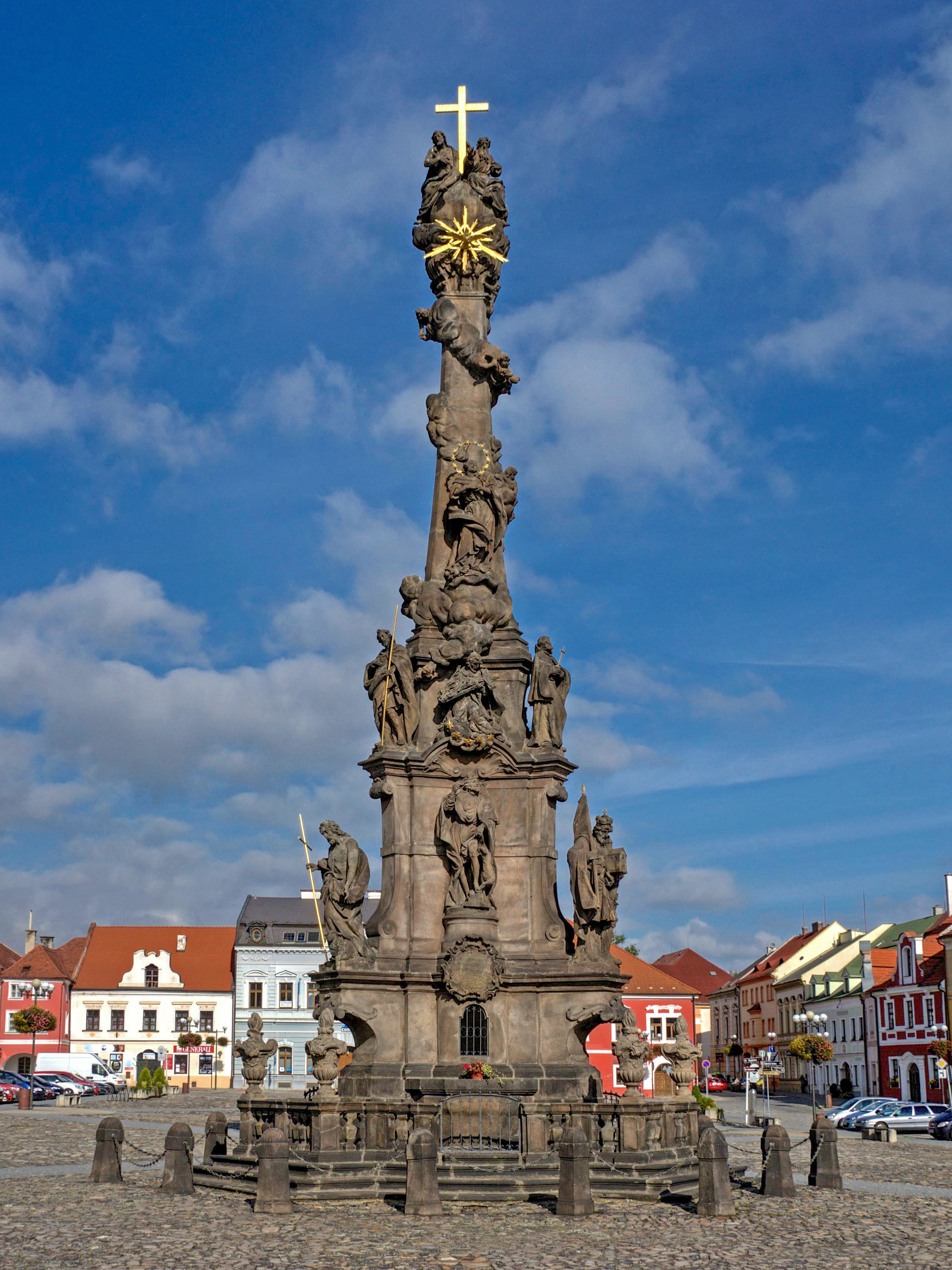
Dreifaltigkeitssäule von Karl Waitzmann in Kadaň

- Johann Christoph Kosch (1698–1778), Baumeister und Architekt des Spätbarock
- Karl Waitzmann (1713–1785), Bildhauer, der in Nordböhmen tätig war
- Anton Schneider (1841–1900), Lehrer und Politiker (Deutsche Fortschrittspartei), Mitglied der tschechischen Landversammlung
- Alois Bernt (1871–1945), Pädagoge und Germanist, der sich der Erforschung der deutschen Sprache und Literatur in Böhmen widmete
- Carl Furtmüller (1880–1951), Pädagoge und Psychologe, unterrichtete am Gymnasium
- Heribert Sturm (1904–1981), Stadtarchivar und Museumsleiter in Eger, besuchte hier das Gymnasium
- Josef Dvořák (* 1942), Schauspieler, begann seine Karriere in Kadaň

## Ehrenbürger
- Franz Nadler (1811–1876), k. k. Bezirksarmenarzt und Stadtarmenarzt, Inhaber des goldenen Verdienstkreuzes[1]
- Friedrich Ferdinand Graf von Beust (1809–1886), Staatsmann im Königreich Sachsen und in der Habsburgermonarchie, Gegenspieler Bismarcks
- Josef Freiherr von Löschner (1809–1888), Professor an der medizinischen Fakultät der Karls-Universität Prag
- Nikolaus Urban von Urbanstadt (1801–1873), höherer Kommunalbeamter